# Lanuza
Lanuza è una municipalità di quarta classe delle Filippine, situata nella Provincia di Surigao del Sur, nella Regione di Caraga.
Lanuza è formata da 13 baranggay:
- Agsam
- Bocawe
- Bunga
- Gamuton
- Habag
- Mampi
- Nurcia
- Pakwan
- Sibahay
- Zone I (Pob.)
- Zone II (Pob.)
- Zone III (Pob.)
- Zone IV (Pob.)